# Schetba rufa
El vanga rufo (Schetba rufa) es una especie de ave paseriforme de la familia Vangidae. Es monotípica dentro del género Schetba.

## Distribución geográfica y hábitat

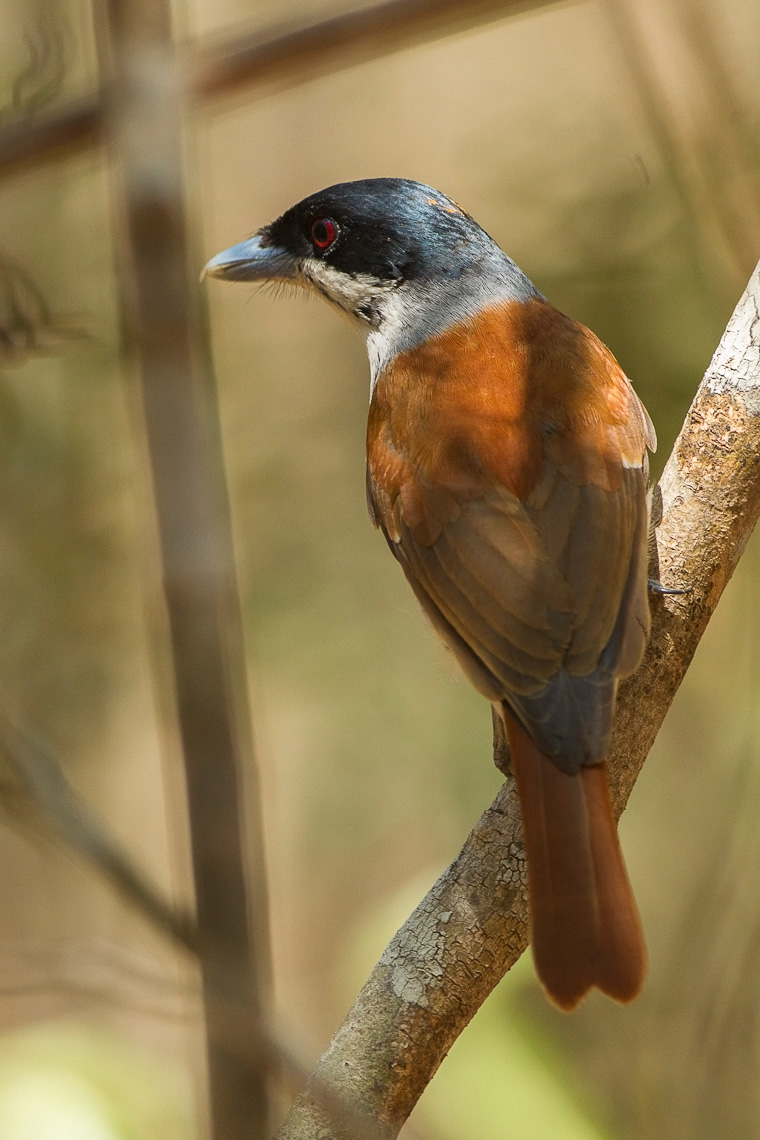
Vanga rufo en una rama.

Es una especie endémica de Madagascar. Su hábitat natural son los bosques secos subtropicales o tropicales y los bosques húmedos subtropicales o tropicales de tierras bajas. No se encuentra amenazado.

## Especies
Se reconocen las dos siguientes, con su localización:
- S. rufa rufa (Linnaeus, 1766) - norte y este
- S. rufa occidentalis Delacour, 1931 - oeste